# 声〜あなたと読売テレビ
『声〜あなたと読売テレビ』（こえ あなたとよみうりテレビ）とは、読売テレビで放送されている自己批評番組である。

## 概要
- 2021年3月までは毎月第2土曜日で2021年4月からは毎月第3土曜日の5:15 - 5:30に放送されている。字幕放送を実施。
- 放送時間は原則15分。放送時間の延長・拡大は、ごく稀である。
- 本番組は放送中に一切CMが放送されない。

## 出演者
以下、出演時点では読売テレビアナウンサー。
2025年1月以降〜
- 大田良平
- 諸國沙代子

過去
- 萩原章嘉
- 森若佐紀子
- 道浦俊彦
- 横須賀ゆきの
- 植村なおみ
- 小林杏奈
- 虎谷温子
- 小澤昭博
- 林マオ
- 吉田奈央

## 番組コーナー
ほぼ毎回
- 視聴者からの問い合わせ・意見・批判等について
- 番組審議会報告
- テレビと私

不定期
- 年に1回「こども番組審議会」を実施して、その模様を30分拡大して放送する。